# ميريانا ميلينكوفتش
ميريانا ميلينكوفتش مواليد 14 مارس 1985 في كروشيفاتس، جمهورية يوغوسلافيا الاشتراكية الاتحادية، هي لاعبة كرة يد مونتينيغرية تلعب كحارس مرمى. مثلت منتخب الجبل الأسود لكرة اليد للسيدات. حققت المركز الثاني في ألعاب البحر الأبيض المتوسط 2005.

## سجل المنافسة
شاركت في البطولات التالية:
- بطولة العالم لكرة اليد للسيدات 2011
- بطولة العالم لكرة اليد للسيدات 2013
- بطولة أوروبا لكرة اليد للسيدات 2010
- بطولة أوروبا لكرة اليد للسيدات 2014

## الميداليات
| الميدالية | المسابقة                        |
| --------- | ------------------------------- |
| فضية      | ألعاب البحر الأبيض المتوسط 2005 |

## روابط خارجية
- ميريانا ميلينكوفتش على موقع الاتحاد الأوروبي لكرة اليد (الإنجليزية)